# Гросс, Александр Сергеевич
Александр Сергеевич Гросс (азерб. Qross Aleksandr Sergeyeviç; 6 мая 1993, Баку, Азербайджан) — азербайджанский футболист, защитник и футбольный тренер.

## Биография
Родившийся в 1993 году в Баку Александр Гросс начал заниматься футболом в возрасте 9 лет в Баку, в Республиканской специализированной детско-юношеской футбольной школе олимпийского резерва «Ватан» (азерб. «Vətən»), под руководством тренера Алекпера Джафарова. С 2008 по 2009 года был игроком юношеского состава (до 17 лет) Центрального Спортивного Клуба Армии. Является выпускником Азербайджанской государственной академии физической культуры и спорта.

## Клубная карьера

### Чемпионат
Профессиональную карьеру футболиста начал в 2010 году с выступления в дублирующем составе бакинского «Интера». В августе 2011 года, на правах аренды переходит в основной состав клуба Премьер-Лиги ФК «Сумгаит», с которым пописывает полугодовой контракт.
В 2012 году вновь вернулся в стан «банкиров», где провел ещё один сезон. Несмотря на то, что контракт с «Интером» заканчивался в 2014 году, в июне 2013 года, по инициативе самого футболиста решено было расторгнуть это соглашение по обоюдному согласию. В августе 2013 года подписывает двухлетний контракт с самым титулованным клубом Азербайджана — ФК «Нефтчи» Баку.

### Кубок
В Кубке Азербайджана провел две игры, по одной в составе ФК «Интер» и «Сумгаит».
| № | Дата           | Раунд                     | Клуб      | Соперник  | Лига         | Итог  |
| - | -------------- | ------------------------- | --------- | --------- | ------------ | ----- |
| 1 | 30 ноября 2011 | Второй раунд — 1/8 финала | «Карабах» | «Сумгаит» | Премьер-лига | 3 : 0 |
| 2 | 28 ноября 2012 | Второй раунд — 1/8 финала | «МОИК»    | «Интер»   | Премьер-лига | 0 : 3 |

## Сборная Азербайджана

### U-17
Со 2 по 6 декабря 2009 года, по взаимной договоренности между АФФА (Ассоциация Футбольных Федераций Азербайджана) и германским клубом «Хоффенхайм», два игрока юношеской сборной Азербайджана до 17 лет — Александр Гросс и Эльшан Абдуллаев прошли учебно-тренировочные сборы на базе немецкой команды.
С 17 по 21 июня 2009 года участвовал на международном турнире среди юношеских команд до 17 лет «FA of Moldova Cup», проходившем в столице Молдовы — городе Кишиневе.

### U-19
Первый матч в составе юношеской сборной Азербайджана до 19 лет провел 16 октября 2010 года в португальском городе Лагуш, в квалификационном раунде Чемпионата Европы против сборной Грузии, завершившейся победой сборной Азербайджана со счетом 3:0. Стал автором первого мяча, забитого в ворота грузин на 54-й минуте матча.

### U-21
С 5 по 17 октября 2012 года участвовал на учебно-тренировочных сборах олимпийской сборной Азербайджана в испанском городе Марбелья.

## Достижения
В составе ФК «Интер» Баку добился следующих результатов:
- 2010 год — серебряный призёр чемпионата Азербайджана среди дублирующих составов;
- 2011 год — финалист Кубка Азербайджана сезона 2010/2011 годов;
- 2013 год — бронзовый призёр чемпионата Азербайджана среди дублирующих составов;